# Gogne (district)
Gogne est un district de la région Gash-Barka de l'Érythrée. La principale ville et capitale de ce district est Gogne. 